# Caves de Chinhoyi

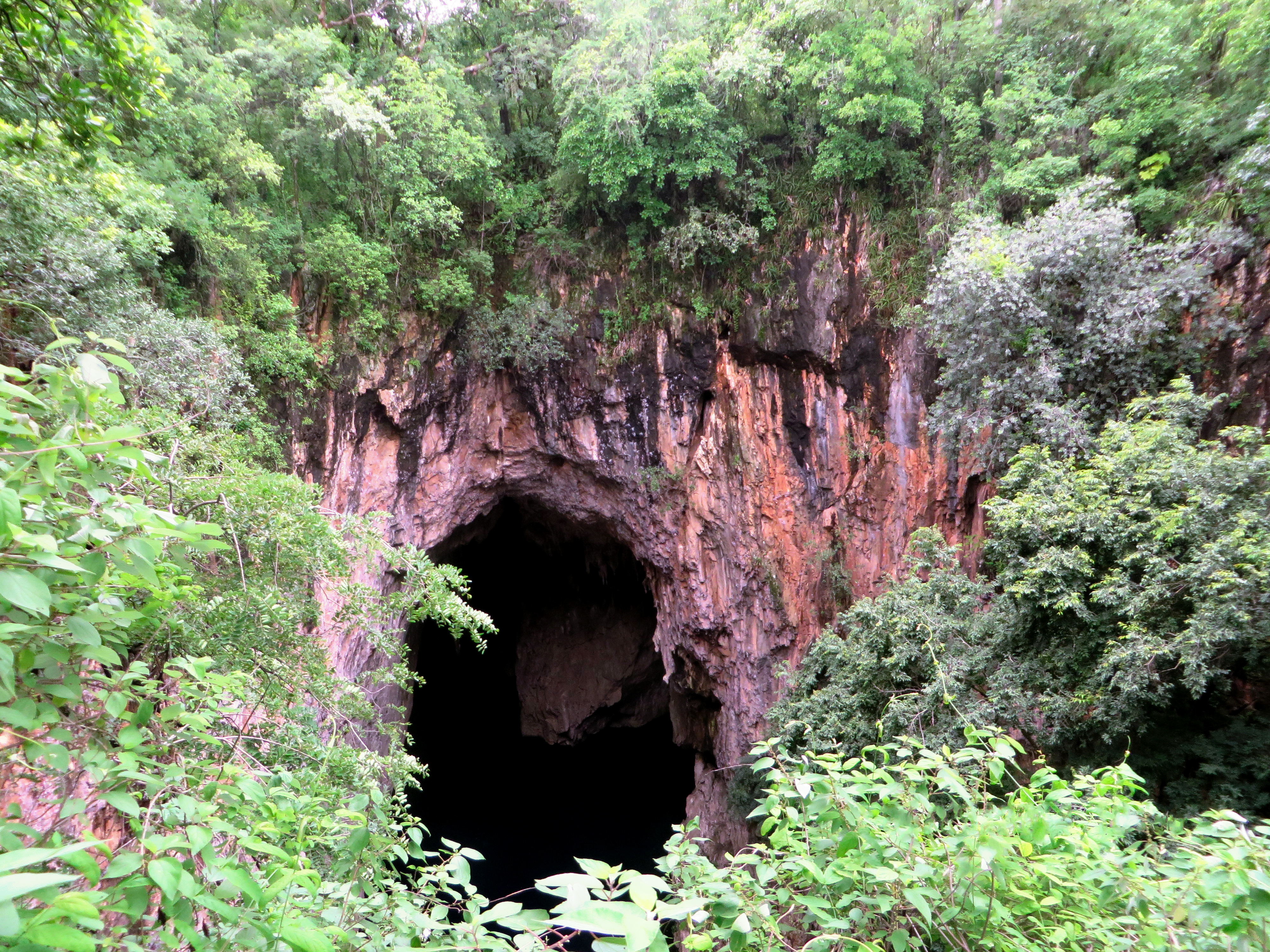
Gruta na região onde ficam as Caves de Chinoyi.￼Ajuda

As Caves de Chinoyi são um conjunto de caves proximos da cidade de Chinhoyi no Zimbabwe. As grutas ficam situados cerca de 8 km da cidade de Chinhoyi e 128 km de Harare, a capital do Zimbabwe.
A característica mais relevate é a cave de calcário formada quando a superfície collapsou numa dolina no qual existe um lago azul no seu interior. O nome original do lago em Chona é Chirorodziva (Piscina das Quedas).
As caves eram utilizadas pelo tribo Chona local para armazenar grão e como refùgio de tribos inimigos. No século XIX, os residentes locais foram lançados para dentro das caves pela tribo invasora Ngumi
1. ↑  Chinhoyi Caves, Zimbabwe